# Albrecht Franke
Albrecht Franke (* 10. Februar 1950 in Seehausen, Landkreis Stendal) ist ein deutscher ehemaliger Gymnasiallehrer und Schriftsteller.

## Leben
Albrecht Franke wurde als Sohn einer Eisenbahnerfamilie in Seehausen in der Altmark geboren. Nach dem Abitur 1968 studierte er Germanistik und Slawistik an der Martin-Luther-Universität Halle-Wittenberg mit dem Abschluss als Diplom-Lehrer. Er war nach dem Studium als Lehrer für Deutsch und Russisch in Wanzleben angestellt und lebt seit 1977 in Stendal. Im Mai 1973 nahm er an einem Bezirkspoetenseminar teil, das von Christa Johannsen geleitet wurde, deren Persönlichkeit als ein Vorbild für Franke diente. Danach unternahm er erste Schreibversuche im Zirkel Schreibender Arbeiter; ab 1983 betätigte er sich als Autor von Erzählungen, deren bekannteste Zugespitzte Situation ist, in der ein Schülerselbstmordversuch thematisiert wird. Von 1991 bis 2013 arbeitete Franke am Winckelmann-Gymnasium in Stendal als Lehrer für Deutsch und Philosophie. Dort gründete er 2005 den Schreibzirkel „Es wird …“ für Kinder und Jugendliche und leitete ihn bis zu seinem Ruhestand. Vom April 2014 bis März 2016 übernahm er den Vorsitz des Fördervereins der Schriftsteller Magdeburg e.V.
Neben dem Verfassen von Hörspielen und der Herausgabe von Büchern schreibt Franke auch literaturkritische Essays für Tageszeitungen und die Literaturzeitschrift Ort der Augen. Blätter für Literatur aus Sachsen-Anhalt, so zum Beispiel über den Expressionisten Alfred Wolfenstein. Schon in seinem Erstling Letzte Wanderung von 1983 hatte er sich verschiedenen deutschen Expressionisten gewidmet.

## Werke
- 1983: Letzte Wanderung. Erzählungen. Union Verlag, Berlin.
- 1987: Zugespitzte Situation. Erzählung. Union Verlag, Berlin.
- 1990: Vor der Dunkelheit. Zweiteiliges Hörspiel. Sender Freies Berlin.
- 1993: Endzustand. Erzählung. Edition Bleimond, Magdeburg.
- 1995: Erstarrendes Meer. Eine Erzählung über Georg Friedrich Händels letzten Aufenthalt in Halle. Blaue Äpfel, Magdeburg. ISBN 3-930781-05-0.
- 2014: Der Krieg brach wirklich aus. Gespräch mit und über Edlef Köppen. Mitteldeutscher Verlag, Halle (Saale). ISBN 978-3-95462-190-3 (Anthologie, als Hrsg.).
- 2016: Christa Johannsen, Suche nach Einstein oder Im Prüfstand des Gewissens. Edition digital, Pinnow. ISBN 978-3-95655-619-7 (E-Book, als Hrsg.).
- 2019: Christa Johannsen – ein erfundenes Leben. Ein Schriftstellerinnenleben im 20. Jahrhundert. Mitteldeutscher Verlag, Halle (Saale). ISBN 978-3-96311-246-1.